# Víktor Zhdánov
Víktor Mijáilovich Zhdánov (en ruso: Виктор Михайлович Ждaнов; Shtepino, 13 de febrero de 1914 — Moscú, 14 de julio de 1987) fue un eminente científico, virólogo y epidemiólogo soviético. Fungió como Viceministro de Sanidad de la URSS y desempeñó un papel clave en el esfuerzo por erradicar la viruela a nivel mundial.

## Biografía
Zhdánov nació en el pueblo de Shtepino, en la gubernia de Yekaterinoslav, parte del Imperio ruso y que en la actualidad corresponde al Óblast de Donetsk, Ucrania. Se graduó en Medicina en 1936 y pasó los siguientes diez años trabajando como médico militar, periodo durante el cual se interesó en la epidemiología. 
En 1946 publicó en Moscú su tesis doctoral, que trata sobre la hepatitis A y fue invitado a ser jefe del Departamento de Epidemiología del Instituto I.I. Mechnikoff de Epidemiología y Microbiología en Járkov, convirtiéndose en su director dos años más tarde. Su trabajo en la clasificación de virus le valió una admisión como miembro vitalicio del Comité Internacional de Taxonomía de Virus.
En 1958, Zhdánov, Viceministro de Salud de la Unión Soviética, propuso a la Asamblea Mundial de la Salud una iniciativa global conjunta para erradicar la viruela. La propuesta fue aprobada en 1959 bajo el nombre de "resolución WHA11.54". Trabajando sobre la base de esta resolución durante los siguientes 20 años, la viruela fue definitivamente erradicada en 1980.
Zhdánov dejó el Ministerio de Salud en 1961 y se centró en la investigación científica durante el resto de su carrera, realizando unas 30 monografías científicas. Su campo de investigación incluyó el estudio de la gripe, la hepatitis. Bajo su liderazgo, en la década de 1980, se desarrollaron sistemas de pruebas de diagnósticas en la URSS y se comenzó a trabajar en la producción de una vacuna de ingeniería genética y anticuerpos monoclonales, como parte de una iniciativa para la erradicación mundial del virus del SIDA.